# Fläckdisksnäcka
Fläckdisksnäcka (Discus rotundatus) är en snäckart som först beskrevs av Otto Friedrich Müller 1774. Enligt Catalogue of Life ingår Fläckdisksnäcka i släktet Discus och familjen Discidae, men enligt Dyntaxa är tillhörigheten istället släktet Discus och familjen disksnäckor. Arten är reproducerande i Sverige. Inga underarter finns listade i Catalogue of Life. Skalet blir upp till 7 mm brett.

## Bildgalleri

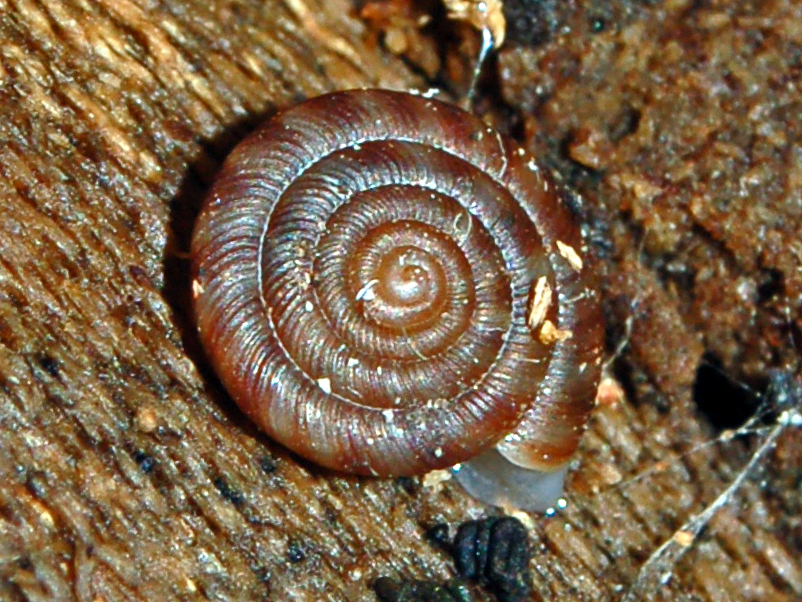
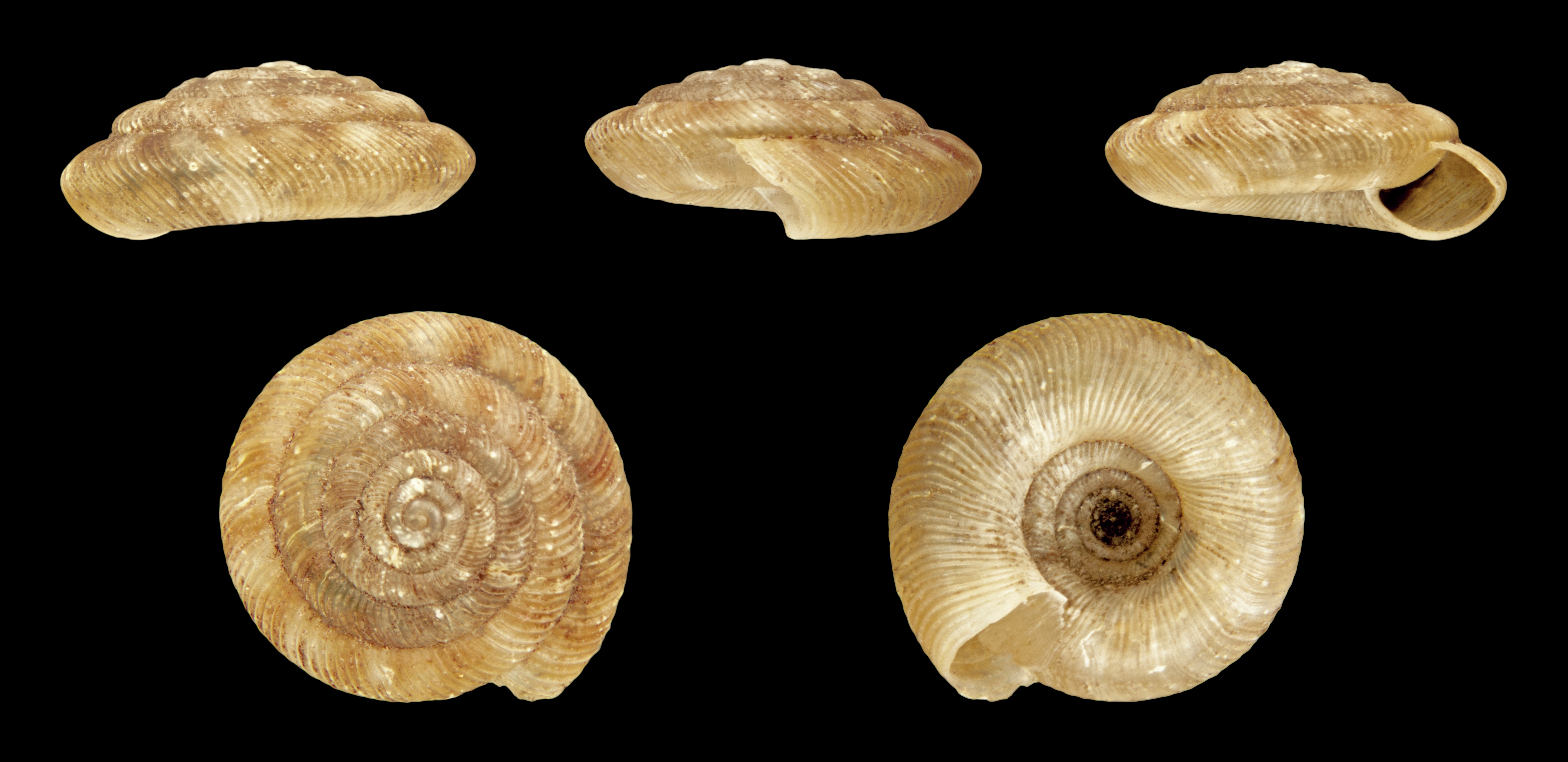